# فضای مرده: عواقب
فضای مرده: عواقب (به انگلیسی: Dead Space: Aftermath) یک فیلم انیمیشن ترسناک محصول ۲۰۱۱ آمریکا است که توسط شرکت‌های فیلم رومن و Pumpkin Studio تحت نظارت و سرپرستی الکترونیک آرتس توسعه یافت. در ۲۵ ژانویهٔ ۲۰۱۱ در همان روز که بازی ویدئویی فضای مرده ۲ منتشر شد، این انیمیشن به عنوان یک فیلم ویدئویی عرضه شد و یک پیش‌درآمد برای آن بازی ویدئویی است.